# Ringvaart van de Zuidplaspolder
De Ringvaart van de Zuidplaspolder is een kanaal in Zuid-Holland met een lengte van circa 34 kilometer. De ringvaart heeft een flexibel waterpeil van -2,30 m NAP tot -2,05 m NAP. Als gemalen en inlaten niet gebruikt worden ligt het peil overal ongeveer op -2,15 NAP. De ringvaart wordt beheerd door het Hoogheemraadschap van Schieland en de Krimpenerwaard.

## Geschiedenis
De Zuidplas (ruim 42.000 ha) vormde begin 19e eeuw een bedreiging voor de omliggende steden en dorpen. Daarom werd besloten om deze droog te leggen. Het was onzeker of de drooggemaakte gronden veel geld zouden opleveren, dus waren er geen investeerders te vinden. Koning Willem 1 nam het initiatief daarom in zijn eigen handen en gaf in 1825 de opdracht om de Zuidplas droog te leggen.
In 1828 begon men met het graven van ringvaarten om de Zuidplas droog te leggen. Om dit mogelijk te maken waren er 18 poldermolens vereist die dit water naar de ringvaart maalden, 9 in Waddinxveen en 9 tussen Moordrecht en Kortenoord. Vervolgens werd dit water met 12 windmolens en voor extra hulp met twee stoomgemalen naar de Hollandsche IJssel gepompt.
Uiteindelijk is de huidige ringvaart ontstaan door samenvoeging van meerdere ringvaarten die gebruikt werden om de Zuidplas droog te leggen.

## Functie
De ringvaart van de Zuidplaspolder wordt gebruikt om de Zuidplaspolder en de Prins Alexanderpolder droog te houden. Het dient ook als vaarverbinding voor recreatievaart tussen de Rotte en de Hollandse IJssel. Het kanaal bestaat uit drie takken: een oostelijke tak, een westelijke tak en een noordelijke tak die bij elkaar komen naar de driesprong bij het Gemaal Abraham Kroes, waar het water in de Hollandsche IJssel wordt gepompt.
In periodes van langdurige droogte wordt water vanuit de Hollandsche IJssel via de Snellesluis naar binnen gelaten. Het water stroomt vervolgens naar de uiteinden van de ringvaart en wordt ingelaten naar de polders. Ook wordt de ringvaart ingezet voor wateraanvoer naar de Rotte in periodes van droogte, vanwege verzilting van de inlaat van de Rotte. Door de afvoer van polderwater en de aanvoer van rivierwater varieert de waterkwaliteit van de ringvaart sterk.